# Tortoman (localidad)
Tortoman es una localidad rumana de la comuna homónima, en el condado de Constanța.

## Historia
Hacia comienzos del siglo XX la localidad, que ya por entonces pertenecía al condado de Constanța, formaba parte de la comuna homónima, de la cual era capital, y tenía contabilizada una población de 476 habitantes, en su mayor parte rumanos.
En la segunda mitad del siglo XX la localidad seguía perteneciendo a la comuna homónima. En el censo de 2021 la comuna tenía una población de 1500 habitantes.